# Unmei♪wa♪Endless!
「Unmei♪wa♪Endless!」（うんめいはエンドレス）は、放課後ティータイムの10枚目のシングル。2011年12月7日にポニーキャニオンから発売された。

## 概要
2011年12月3日公開の映画『映画けいおん!』のテーマ曲。カップリング曲としてオープニングテーマの「いちばんいっぱい」を収録している。エンディングテーマ「Singing!」と同時発売。
「放課後ティータイム」とは、『けいおん!』に登場する平沢唯、秋山澪、田井中律、琴吹紬、中野梓のキャラクター5人によるバンドユニット。歌っているのは、各キャラクターの声を演じる豊崎愛生、日笠陽子、佐藤聡美、寿美菜子、竹達彩奈の5人の声優。本CDに収録された2曲では、豊崎愛生（平沢唯役）がメインヴォーカル、他の4人がコーラスをそれぞれ担当している。
ジャケットイラストの異なる初回限定盤と通常盤の2パターンをリリース。初回盤は着せ替えジャケットのピクチャーレーベル仕様となっている。また、今作の予告編ではオープニング曲とテーマ曲のInstrumentalがBGMで流れている。
2011年11月9日にレコチョクから本作の表題曲「Unmei♪wa♪Endless!」とエンディングテーマの「Singing!」の着うたが配信され、その後11月27日には、ユニバーサル・スタジオ・ジャパンにて開催された『「映画けいおん!」公開直前イベント 放課後ティータイム in ユニバーサル・スタジオ・ジャパン』にて表題曲「Unmei♪wa♪Endless!」とエンディングテーマ「Singing!」が初披露された。

## チャート成績
2011年11月6日付のオリコンシングルデイリーチャートにて「Singing!」に次いで初登場5位を獲得。翌7日付から9日付けまで4位にランクインをはたし、2011年10月24日付オリコン週間シングルチャートにて初登場5位を獲得。『けいおん!』の関連CDトップ10入りは8作連続。2011年度オリコンシングルチャートでは167位を獲得した。
2011年12月19日付のビルボードチャートでは、Billboard JAPAN HOT 100で9位、Billboard JAPAN Hot Singles Salesで4位、Billboard Hot Animationで2位を獲得。2011年12月10日放送分のFRIDAY SUPER COUNTDOWN 50でも18位を獲得した。

## 評価
hotexpressの杉岡祐樹は、「メロディはハードで高カロリーなサウンドが展開されており、ローマ字表記の日本語と英語を組み合わせたタイトル、ベースから始まるパーティロックが印象的な楽曲である。」と評した。
CDジャーナルは、「疾走感のあるハイエナジーなビートをキュートなヴォーカルで歌っている、最初から最後まで息つく暇もない曲である。」と評した。

## 収録曲
（全作詞：大森祥子、作曲：Tom-H@ck）
1. Unmei♪wa♪Endless! [3:52]
編曲：Tom-H@ck
  - 映画『けいおん!』主題歌

放課後ティータイムのメンバーのワクワク感を描いた、ハイテンションでキラキラしたメロディの楽曲[8]。
2. いちばんいっぱい [4:10]
編曲：百石元
  - 映画『けいおん!』オープニングテーマ
3. Unmei♪wa♪Endless!（Instrumental）
4. いちばんいっぱい（Instrumental）

## 収録アルバム
| 曲名              | 収録アルバム                  | 発売日        | 備考                                 |
| ----------------- | ----------------------------- | ------------- | ------------------------------------ |
| Unmei♪wa♪Endless! | 『K-ON! MUSIC HISTORY'S BOX』 | 2013年3月20日 | CD-BOX、ディスク1『OP & EDシングル』 |
| いちばんいっぱい  | 『K-ON! MUSIC HISTORY'S BOX』 | 2013年3月20日 | CD-BOX、ディスク1『OP & EDシングル』 |